# Давид Наков
Давид Наков, известен и като Давче Наков, е български духовник и общественик от Македония.

## Биография
Роден е на 13 януари 1877 година в големия български македонски град Велес, тогава в Османската империя. Ръкоположен е за свещеник и става архиерейски наместник в Скопска епархия на Българската екзархия в македонските градове Куманово и Крива паланка. След Младотурската революция в 1908 година става деец на Съюза на българските конституционни клубове и е избран за делегат на неговия Учредителен конгрес от Куманово. В 1910 година Наков оглавява борбата със сърбоманите около собствеността на манастира Трескавец.
Емигрира в САЩ, където е деен член на македонската емиграция и развива активна дейност по организирането на старите емигранти в САЩ. Служи в църквата в Стийлтън след 1915 година и организира македонските братства в Стийлтън и Форт Уейн. Поема службите в черквата Благовещение Богородично в Стийлтън. В 1918 година при учредяването на Македоно-българския централен комитет в САЩ свещеник Давид Наков е избран за председател на Централния комитет на организацията. Заедно с Вангел Сугарев Наков е избран за представител на Парижката мирна конференция на българската емиграция в Северна Америка, но не са допуснати на френска територия.
Като председател на Македоно-българския централен комитет в САЩ, под ръководство на Наков на 6 ноември 1921 година македонските българи в град Стийлтън, Пенсилвания свикват учредително събрание, на което е основано патриотичното дружество „Прилеп“. Открива първото българско училище в САЩ към църквата в Стийлтън. 
След преврата на 19 май 1934 година и сближението с Югославия, Наков решава да  отцепи епархията си от Светия Синод и се присъединява към Руската православна църква зад граница. В резултат на конфликтите няколко български църкви, без участието на Андрей Нюйоркски, създават през 1939 г. първата в САЩ конференция на представителите на българските православни храмове. През следващите години разколът в САЩ се задълбочава.
Давид Наков умира на 8 октомври 1944 година в Стийлтън.